# Hikutavake
Hikutavake ist eines der vierzehn Dörfer auf der Pazifikinsel Niue. Die Insel ist seit 1974 durch einen Assoziierungsvertrag mit Neuseeland verbunden. Bei der Volkszählung 2017 hatte Hikutavake 49 Einwohner. Damit ist Hikutavake das drittkleinste Dorf Niues.

## Lage
Hikutavake liegt im Nordwesten der Insel, im früheren Stammesgebiet Motu und besitzt im Norden einen Meereszugang, wo auch die Talava Arches zu finden sind. Im Westen und Südwesten grenzt Hikutavake an Namukulu und Tuapa, im Osten und Südosten an Toi und Mutalau.

## Geschichte
In Hikutavake steht ein Denkmal, das an die Männer aus Hikutavake erinnert, die im Ersten und Zweiten Weltkrieg für Neuseeland kämpften.

## Talava Arches
Die Talava Cave oder Talava Arches sind die bekannteste Sehenswürdigkeiten von Hikutavake. Es handelt sich dabei um ein System aus Felsentoren und Höhlen an der Nordwestküste von Niue nördlich des Dorfes. Der größte der Felsenbögen ragt auffällig in das Meer hinaus. 
Der Zugang erfolgt von der Küstenstraße über einen Abzweig des zum Matapa Chasm führenden Pfades und führt durch eine der Höhlen hindurch.
Der größte der Bögen hat eine Spannweite von etwa 35 Metern und eine Höhe von etwa 8 Metern. Der zweite Bogen hat eine Spannweite von etwa 14 Metern und eine Höhe von etwa 10,5 Metern. Der dritte hat eine Spannweite von 15 Metern und eine Höhe von 10,5 Metern.